# Chris Bourque
Chris Bourque, właśc. Christopher Bourque (ur. 29 stycznia 1986 w Bostonie, Massachusetts) – amerykański hokeista pochodzenia kanadyjskiego, reprezentant Stanów Zjednoczonych, olimpijczyk.

## Rodzina
Hokeistami zostali także jego ojciec Ray Bourque (ur. 1960), wujek Richard Bourque (ur. 1963) i brat Ryan (ur. 1991). Ojciec i wujek mają obywatelstwo kanadyjskie, a Chris i Ryan reprezentowali dotąd juniorskie reprezentacje USA. Jego matką jest Christiane, a siostrą Melissa.

## Kariera
- Cushing Academy (2002-2004)
- Boston University (2004-2005)
- Portland Pirates (2005)
- Hershey Bears (2005-2010)
- Washington Capitals (2007-2010)
  -  Pittsburgh Penguins (2009)
- Atłant Mytiszczi (2010)
- HC Lugano (2010-2011)
- Hershey Bears (2011-2012)
- Providence Bruins (2012-2013)
- Boston Bruins (2012-2013)
- Ak Bars Kazań (2013)
- EHC Biel (2013-2014)
- Hartford Wolf Pack (2014-2015)
- Hershey Bears (2015-2018)
- Bridgeport Sound Tigers (2018-2019)
- EHC Red Bull Monachium (2019-2021)
- ERC Ingolstadt (2021-)

W drafcie NHL z 2004 został wybrany przez Washington Capitals, jednak od tego czasu grał głównie w zespole farmerskim, Hershey Bears w lidze AHL, w którym rozegrał sześć sezonów. W rozgrywkach NHL w barwach ekipy Stołecznych z Waszyngtonu grał epizodycznie (w 2009 występował także w Pittsburgh Penguins). W czerwcu 2010 został zawodnikiem rosyjskiego zespołu Atłant Mytiszczi w lidze KHL, jednak rozegrał w jego barwach w sezonie KHL (2010/2011) jedynie osiem spotkań i został przekazany do szwajcarskiej drużyny HC Lugano w lidze NLA. Następnie powrócił do USA latem 2011 i rozegrał kolejny sezon w Hershey Bears. W maju 2012 został zawodnikiem klubu Boston Bruins w rodzinnym mieście, którego wieloletnim zawodnikiem był jego ojciec Ray. Tym razem również grał w drużynie farmerskiej Providence Bruins w AHL, a w zespole bostońskim w NHL rozegrał 18 meczów. Do 2013 wystąpił w 51 meczach NHL. W czerwcu 2013 został graczem rosyjskiej drużyny Ak Bars Kazań i tym samym powrócił do ligi KHL. Pod koniec listopada zwolniony z klubu. Od 29 listopada 2013 zawodnik EHC Biel. Od lipca 2015 ponownie zawodnik Hershey Bears. W połowie 2017 przedłużył kontrakt. W lipcu 2018 przeszedł do Bridgeport Sound Tigers. W maju 2019 został zawodnikiem niemieckiego EHC Red Bull Monachium. W maju 2021 przeszedł do ERC Ingolstadt.
Uczestniczył w turnieju zimowych igrzysk olimpijskich 2018.

## Sukcesy
Klubowe
- Mistrzostwo dywizji AHL: 2007, 2009, 2010 z Hershey Bears
- Mistrzostwo konferencji AHL: 2006, 2007, 2009, 2010 z Hershey Bears
- Mistrzostwo w sezonie regularnym AHL: 2007, 2010 z Hershey Bears
- Frank Mathers Trophy: 2007, 2009, 2010 z Hershey Bears
- Puchar Caldera: 2006, 2009, 2010 z Hershey Bears
- F.G. „Teddy” Oke Trophy:2007, 2009, 2010 z Hershey Bears
- Emile Francis Trophy: 2013 z Providence Bruins

Indywidualne
- Mistrzostwa świata do lat 20 w 2006:
  - Pierwsze miejsce w klasyfikacji strzelców turnieju: 7 goli
- AHL (2008/2009):
  - Mecz Gwiazd AHL
- AHL (2009/2010):
  - Jack A. Butterfield Trophy - nagroda dla najbardziej wartościowego zawodnika (MVP) fazy play-off
- AHL (2011/2012):
  - Mecz Gwiazd AHL
  - Pierwszy skład gwiazd
  - Pierwsze miejsce w klasyfikacji asystentów w sezonie zasadniczym: 66 asyst
  - Sollenberger Trophy - pierwsze miejsce w klasyfikacji kanadyjskiej w sezonie zasadniczym: 93 punkty
  - Jack A. Butterfield Trophy - nagroda dla najbardziej wartościowego zawodnika (MVP) fazy play-off
- AHL (2014/2015):
  - Mecz Gwiazd AHL
  - Pierwszy skład gwiazd
- AHL (2015/2016):
  - Mecz Gwiazd AHL
  - Pierwszy skład gwiazd
  - Sollenberger Trophy - pierwsze miejsce w klasyfikacji kanadyjskiej w sezonie zasadniczym: 80 punktów
  - Les Cunningham Award - Najbardziej Wartościowy Zawodnik (MVP)
- AHL (2016/2017):
  - Mecz Gwiazd AHL
- AHL (2017/2018):
  - Mecz Gwiazd AHL

Wyróżnienie
- Najbardziej Wartościowy Zawodnik (MVP) drużyny Hershey Bears w sezonie 2007/2008